# Saison 1 de Man with a Camera
Chronologie
Saison 2
Cet article présente le guide des épisodes de la première saison de la série télévisée américaine Man with a Camera.

## Distribution
- Charles Bronson : Mike Kovac
- James Flavin : Lieutenant Donovan
- Ludwig Stossel : Anton Kovac

## Épisodes

### Épisode 1:Second Avenue Assassin
- États-Unis : 10 octobre 1958

- Tom Laughlin (Joey Savoyan)
- Theodore Marcuse (Willie Fletcher)
- Ruta Lee (Dolly MacDermott)
- Art Lewis (Al)
- Leonard Bell (Jasper Riker)
- Walter Barnes (Cyril)
- Don Kennedy (Sal Benning)
- John C. Becher (Charlie Hatch)

### Épisode 2:The Warning
- États-Unis : 17 octobre 1958

- Berry Kroeger (Glenn Markey)
- Robert Ellenstein (Lieutenant Abrams)
- Arthur Hanson (Winkler)
- Robert Carricart (Carver)
- Bill Erwin (Sam Bartlett)

### Épisode 3:Profile of a Killer
- États-Unis : 24 octobre 1958

- Tom Pittman (Terry Killeen)
- James Chandler (Danny Penro)
- Russell Collins (Jenkins)
- Anthony Jochim (Abel)
- Wayne Heffley (Gilligan)
- Mayo Loiseaux (Sara)

### Épisode 4:Closeup on Violence
- États-Unis : 31 octobre 1958

- Angie Dickinson (Norma Delgado)
- Robert Armstrong (Marty Delgado)
- Weston Gavin (I.Q. Rickles)
- Marc Cavell (Teabag)
- John Shaner (Rooster McConnell)
- Charlie Brill (Shivvy Brewster)
- Kip King (Ding Dong Fabrizi)

### Épisode 5:Turntable
- États-Unis : 7 novembre 1958

- Phyllis Avery (Miss Hollis)
- Dennis Patrick (Walter Bradman)
- Logan Field (John Payson)
- Addison Richards (Clyde Bosser)
- Katherine Barrett (Madame Payson)
- Wendy Winkelman (Kathie Payson)

### Épisode 6:Double Negative
- États-Unis : 21 novembre 1958

- Frank Faylen (Jim Costigan)
- Karl Lukas (Pete Montee)
- Stephen Ellsworth (Hatton)
- Don Durant (Howard Dorn)
- Tracey Roberts (Helen Sprague / Connie Sawyer)

### Épisode 7:Another Barrier
- États-Unis : 28 novembre 1958

- Norma Crane (Liz Howell)
- Grant Williams (Major Sandy Dickson)
- Peter Walker (Capitaine Lyle)
- Morgan Jones (Capitaine Shaler)
- Jess Kirkpatrick (Sergent Joe Garr)
- David Whorf (Ernie)
- Ann Morrison (Madame Burns)

### Épisode 8:Blind Spot
- États-Unis : 5 décembre 1958

- Mario Alcalde (Al Alviella)
- Chana Eden (Rene Ross)
- Rodolfo Hoyos Jr. (Capitaine Castilho)
- Rico Alaniz (Lieutenant Da Gama)
- Norman Alden (Terry Ross)
- Frank DeKova (L'Homme)

### Épisode 9:Two Strings of Pearls
- États-Unis : 12 décembre 1958

- Audrey Dalton (Sharon Rogers)
- King Calder (Jonathan Rogers)
- Alberto Morin (Bartolo)
- Bert Remsen (Barnes)
- Elisabeth Fraser (Ellie McMahon)
- Elaine Edwards (Mona Rogers)
- Warren Douglas (Tommy)

### Épisode 10:Six Faces of Satan
- États-Unis : 19 décembre 1958

- James Westerfield (Bert)
- Arthur Batanides (Phil Pike)
- Linda Lawson (Carmen)
- Penny Santon (Madame Kraus)
- Harry Dean Stanton (Jerry)
- Hal Smith (Jake)
- Joe Di Reda (Joe)
- Eddie Ryder (Manny)
- William Kendis (Monsieur Collins)
- Eve McVeagh (Madame Collins)
- Hal Hamilton (D'Amico)
- John Cliff (Riley)

### Épisode 11:Lady on the Loose
- États-Unis : 26 décembre 1958

- Judith Braun (Fredericka Rojas)
- Ivan Triesault (Docteur Kolberg)
- Gregory Gaye (Milo Rojas)
- Henry Rowland (Wilcz)

### Épisode 12:The Last Portrait
- États-Unis : 2 janvier 1959

- Virginia Field (Sara Castle)
- Russell Thorson (Lieutenant Hollis)
- Joe Flynn (Arnie)
- Booth Colman (Idrees Lateef)
- Eddie Saenz (Hasaan)
- Genie Coree (Jasmin)

### Épisode 13:Face of Murder
- États-Unis : 9 janvier 1959

- Philip Pine (Edwin Bray)
- Jay Barney (Directeur Fowler)
- James Bell (Le prêtre)
- Dick Wessel (Al Henchely)
- Yvette Vickers (Dottie)
- Mark Sunday (Reese)
- Joseph Waring (Johnny)

### Épisode 14:Mute Evidence
- États-Unis : 16 janvier 1959

- Sue George (Susan Barnes)
- Simon Scott (Earl Grant)
- Rachel Ames (Lila)
- Russ Conway (Shériff)

### Épisode 15:The Big Squeeze
- États-Unis : 23 janvier 1959

- May Wynn (Lorraine Nelson)
- Robert Osterloh (Joe Tennuto)
- Robert O. Cornthwaite (Lieutenant Fields)
- Steven Ritch (Johnny Rico)
- Steve Gravers (Sid)